# Vittskövle, Svalövs kommun
Vittskövle är en by i Torrlösa socken i Svalövs kommun i Skåne län, belägen mellan Svalöv och Eslöv. Den räknades av SCB som småort år 2000.